# Marquesado de Casa Domecq
El Marquesado de Casa Domecq es un título nobiliario "pontificio" creado en 1906 por el papa Pío X, a favor de Pedro de Domecq Núñez de Villavicencio Loustau y Olaguer Feliú, bodeguero y filántropo jerezano, y cuyo uso se autorizó en España el 21 de junio del mismo año.

## Marqueses de Casa Domecq
|                    | Titular                                                     | Periodo            |
| Creación por Pío X | Creación por Pío X                                          | Creación por Pío X |
| ------------------ | ----------------------------------------------------------- | ------------------ |
| I                  | Pedro Domecq Núñez de Villavicencio Loustau y Olaguer Feliú | 1906-1921          |
| II                 | Pedro Domecq Rivero                                         | 1960-1979          |
| III                | Pedro Domecq Hidalgo                                        | 1979-1995          |
| IV                 | Pedro Domecq Gandarias                                      | -                  |

## Historia de los marqueses de Casa Domecq

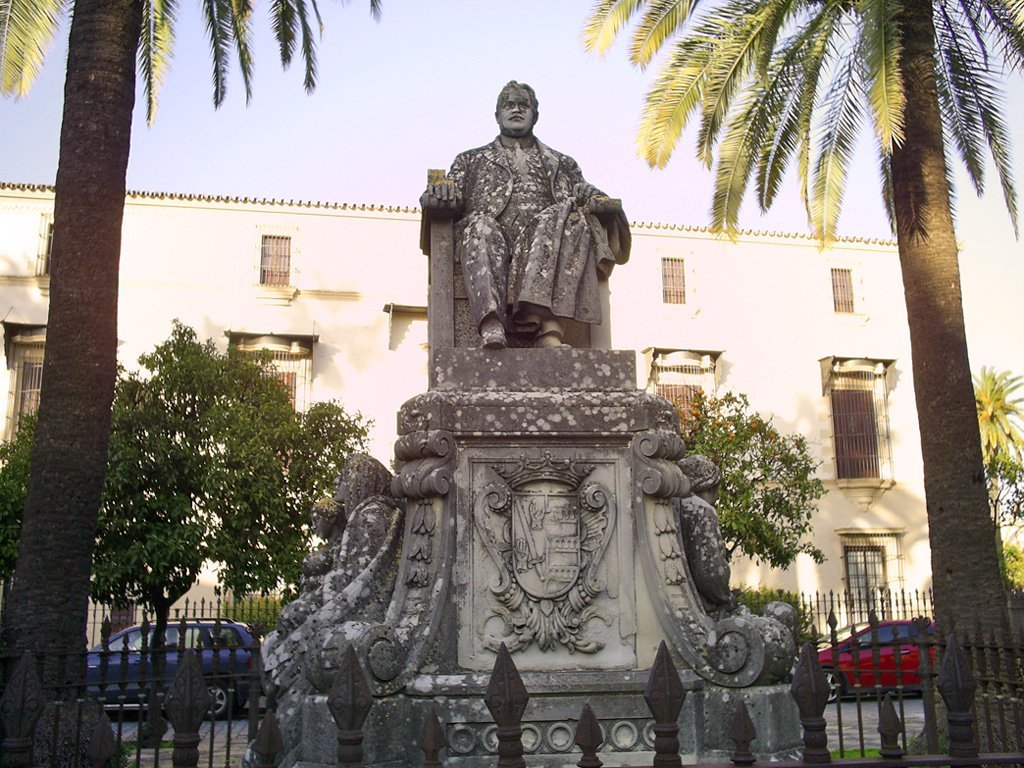
Monumento al I Marqués de Casa Domecq, realizado por Lorenzo Coullaut Valera, frente a su palacio en Jerez de la Frontera.

- Monumento al I Marqués de Casa Domecq, realizado por Lorenzo Coullaut Valera, frente a su palacio en Jerez de la Frontera.[2]Pedro Domecq Núñez de Villavicencio Loustau y Olaguer Feliú (1869-1921), I marqués de Casa Domecq. Casó con María Rivero-González y Jacobo-Echeverría. Fueron padres de:
  1. Pedro Domecq Rivero, que sigue;
  2. Tomás Domecq Rivero;
  3. José Manuel Domecq Rivero;
  4. María del Carmen Domecq Rivero;
  5. Emilia Domecq Rivero;
  6. María de los Ángeles Domecq Rivero;
  7. María Inmaculada Domecq Rivero;
  8. María Josefa Domecq Rivero;
  9. Luis Domecq Rivero;
  10. Fernando Domecq Rivero;
  11. Consuelo Domecq Rivero;
  12. Juan Pedro Domecq Rivero;

Por Breve de S.S. el papa Benedicto XV de 6 de julio de 1921 y Despacho de autorización de 7 de octubre de 1960 le sucedió su hijo:
- Pedro Domecq Rivero (1893-1979), II marqués de Casa Domecq y II marqués de Domecq d'Usquain, Gentilhombre de cámara con ejercicio del Rey Alfonso XII. Sin descendientes.

Le sucedió, de su hermano José Manuel, casado con Carmen Hidalgo y Enrile, el hijo de ambos, su sobrino:
- Pedro Domecq de Hidalgo (1928-..), III marqués de Casa Domecq y III marqués de Domecq d'Usquain. Casado con Paloma Gandarias y Lozano. Son padres de:
  1. Pedro Domecq y Gandarias, IV marqués de Domecq d'Usquain.
  2. Cosme Domecq y Gandarias.

Actual titular